# Nederlands landskampioenschap voetbal 1944/45
Het Nederlands landskampioenschap voetbal van het seizoen 1944/45 werd in verband met de oorlogsomstandigheden begin september 1944 stilgelegd en niet meer hervat.

## Algemeen
Het Nederlandse voetbal was opgesplitst in vijf regio's, waarvan de kampioenen een volledige competitie tegen elkaar zouden speelden voor de beslissing van het landskampioenschap. Toen de competities door de Koninklijke Nederlandse Voetbalbond werden stilgelegd waren alleen in de Eerste Klasse Zuid twee speelrondes gedeeltelijk gespeeld, in de overige districten waren nog geen wedstrijden gespeeld.

### Eerste Klasse Oost
| Club             |
| ---------------- |
| AGOVV            |
| Be Quick Zutphen |
| SC Enschede      |
| Enschedese Boys  |
| Go Ahead         |
| Heracles         |
| NEC              |
| PEC              |
| Quick            |
| Tubantia         |
| Wageningen       |

### Eerste Klasse Noord
| Club       |
| ---------- |
| Achilles   |
| Be Quick   |
| Frisia     |
| GVAV       |
| Heerenveen |
| VV HSC     |
| Leeuwarden |
| LSC        |
| Sneek      |
| Veendam    |
| Velocitas  |

### Eerste Klasse Zuid
| Club            |
| --------------- |
| BVV             |
| EVV             |
| Limburgia       |
| LONGA           |
| MVV             |
| Maurits         |
| NAC             |
| NOAD            |
| PSV             |
| Roermond        |
| De Spechten     |
| Spekholzerheide |
| Willem II       |

| Datum            | Thuis       | Uitslagen | Uit             |
| ---------------- | ----------- | --------- | --------------- |
| 19 augustus 1944 | Limburgia   | 2-1       | Spekholzerheide |
| 26 augustus 1944 | De Spechten | 0-5       | Willem II       |
| 27 augustus 1944 | Limburgia   | 3-0       | MVV             |
| 27 augustus 1944 | NOAD        | 3-5       | BVV             |
| 27 augustus 1944 | LONGA       | 1-2       | EVV             |
| 27 augustus 1944 | PSV         | 1-1       | NAC             |
| 27 augustus 1944 | Roermond    | 3-1       | Spekholzerheide |
| 3 september 1944 | Willem II   | 0-2       | NOAD            |
| 3 september 1944 | BVV         | 4-2       | De Spechten     |
| 3 september 1944 | EVV         | 0-0       | PSV             |
| 3 september 1944 | NAC         | 1-1       | LONGA           |

### Eerste Klasse West I
| Club            |
| --------------- |
| ADO             |
| Ajax            |
| DOS             |
| EDO             |
| Emma            |
| 't Gooi         |
| Hermes DVS      |
| RFC             |
| De Volewijckers |
| VSV             |
| Xerxes          |

### Eerste Klasse West II
| Club        |
| ----------- |
| Blauw-Wit   |
| DFC         |
| DHC         |
| DWS         |
| Feijenoord  |
| Haarlem     |
| HBS         |
| Neptunus    |
| Sparta      |
| Stormvogels |
| VUC         |